# Bredagyl (Asarums socken, Blekinge)
Bredagyl är en sjö i Karlshamns kommun i Blekinge och ingår i Mieåns huvudavrinningsområde. Sjön är 16,7 meter djup, har en yta på 0,071 kvadratkilometer och är belägen 63,3 meter över havet.

## Delavrinningsområde
Bredagyl ingår i det delavrinningsområde (623813-144104) som SMHI kallar för Utloppet av Bredagyl. Medelhöjden är 67 meter över havet och ytan är 0,4 kvadratkilometer. Det finns inga avrinningsområden uppströms utan avrinningsområdet är högsta punkten. Vattendraget som avvattnar avrinningsområdet har biflödesordning 2, vilket innebär att vattnet flödar genom totalt 2 vattendrag innan det når havet efter 17 kilometer. Avrinningsområdet består mestadels av skog (82 procent). Avrinningsområdet har 0,07 kvadratkilometer vattenytor vilket ger det en sjöprocent på 18 procent.